# Aquilegia longissima
Aquilegia longissima är en ranunkelväxtart som beskrevs av Asa Gray och S. Wats.. Aquilegia longissima ingår i släktet aklejor, och familjen ranunkelväxter. Inga underarter finns listade i Catalogue of Life.

## Bildgalleri

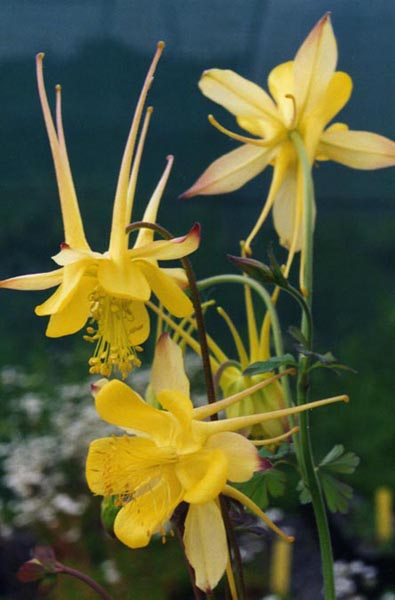